# José Miguel Alzérreca
José Miguel Alzérreca Saldes (Santiago, 7 de mayo de 1845-Placilla, cerca de Valparaíso, 28 de agosto de 1891) fue un militar chileno que participó en la Guerra del Pacífico y en la Guerra Civil de 1891.

## Biografía
Hijo del agricultor Joaquín Alzérrega y Ramona Saldes. Inicio sus estudios en el instituto Nacional y más tarde ingresó en la Escuela Militar. Entró en el Ejército en 1865 como Subteniente. Participó en la guerra contra España, encontrándose en el bombardeo a Valparaíso en 1866. En 1868, participó en la Ocupación de la Araucanía, combatiendo en los episodios de Traiguén y Cautín.
Más tarde actuó en la Guerra del Pacífico, y estuvo presente en el bombardeo de Antofagasta contra el monitor peruano Huáscar. Combatió en la toma de Pisagua en 1879, en las batallas de San Francisco, Los Ángeles y Pajonales de Sama. En la batalla de Tacna en 1880 fue uno de los primeros en ocupar la ciudad. Ese mismo año participó en la toma del Morro de Arica. Entre 1880 y 1881 se distinguió en las batallas de Chorrillos y Miraflores, en la Campaña de Lima, y tomó parte en la Campaña de la Sierra en el interior del Perú. En 1887 fue ascendido a Coronel Efectivo.
En 1886 fue designado edecán del presidente de la República José Manuel Balmaceda, y en enero de 1891, al estallar la rebelión de la Armada, fue nombrado Intendente de Santiago de Chile. Intervino en la Batalla de Concón como comandante en jefe de la división Valparaíso, que sufrió una importante derrota. En los meses siguientes, organizó la represión de los opositores al presidente Balmaceda en la capital, ganándose el odio de gran parte de la aristocracia santiaguina.
Asumió como Jefe de la 2.º División "Valparaíso" tras la muerte del Coronel José Antonio Gutiérrez. Posteriormente muere en la Batalla de Placilla mientras era atendido en la ambulancia de la Cruz Roja y su cuerpo salvajemente mutilado por las tropas congresistas.
Confesión de José Miguel Alcérreca a su amigo el Almirante Óscar Viel:

No he podido encontrar la muerte en Concón, pero buscaré en la segunda batalla si la fatalidad derrumba nuestro Ejército.

El 19 de septiembre de 1922 su cuerpo fue exhumado y trasladado, junto a los del General Orozimbo Barbosa, a Santiago para ser sepultados en el mausoleo del Ejército en el Cementerio General.

## Homenajes
En la actualidad el poblado de Coronel Alcérreca en la comuna de General Lagos en la Región de Arica y Parinacota lleva su 
nombre.